# Castelo de Castro Marim
O Castelo de Castro Marim localiza-se na vila, freguesia e município do mesmo nome, no Distrito de Faro, em Portugal.
Fortificação raiana, em posição dominante sobre o chamado monte do Castelo, defendia aquele ponto de travessia sobre a margem direita da foz do rio Guadiana, fronteiro ao Castelo de Ayamonte na margem oposta, hoje na Espanha. Ex-libris da vila, é considerado pelos estudiosos como um dos mais significativos monumentos da Idade Média portuguesa na paisagem da região. Encontra-se integrado na Reserva Natural do Sapal de Castro Marim e Vila Real de Santo António, sendo bastante apreciada a vista panorâmica sobre o rio, a zona do Sapal, a serra algarvia, a Espanha, as salinas e as praias daquele litoral.
O Castelo de Castro Marim está classificado como Monumento Nacional desde 1910.

## História

### Antecedentes
A pesquisa arqueológica desenvolvida na década de 1980, indica que a primitiva ocupação humana do monte do Castelo remonta à pré-história, ao final da Idade do Bronze. Desde então não houve interrupção da ocupação da foz do rio Guadiana, sempre ligada à atividade comercial marítima do mar Mediterrâneo, sucessivamente por navegadores Fenícios, Gregos (854 a.C.) e Cartagineses (final do século IV a.C.) até ser destruído por um forte abalo sísmico antes da chegada dos Romanos.[carece de fontes?] No local foram encontrados vestígios arqueológicos que sugerem uma ocupação humana remontando a cinco mil anos antes de Cristo, integrada no período Neolítico.
O mais antigo muro defensivo identificado no recinto do atual castelo remonta ao século VIII a.C., tendo sido acrescido por outras estruturas nos séculos seguintes, em particular entre os séculos V e III a.C., quando o comércio com as cidades gregas se intensificou.[carece de fontes?]
À época da Invasão romana da Península Ibérica, o rio Guadiana serviu de fronteira entre as províncias da Bética e da Lusitânia. A povoação foi reocupada e a sua fortificação reconstruída, transformando-se em importante centro político e econômico regional. Daqui partiam as movimentadas estradas que ligava Besuris (Castro Marim) a Mírtilis Júlia (Mértola, a norte), a Ossónoba (Faro) e Balsa, pela costa (a oeste) e Onoba Astuária (Huelva, a leste).[carece de fontes?]
Posteriormente, mantendo a sua importância, foi ocupada por Vândalos e por Muçulmanos, alguns autores atribuindo a estes últimos a edificação do primitivo castelo, de planta quadrada, com torres semi-circulares nos vértices.[carece de fontes?]

### O castelo medieval
À época da Reconquista cristã da Península Ibérica, a região foi atingida pelas forças portuguesas na década de 1230. D. Sancho II de Portugal alcançou a foz do rio Guadiana onde conquistou Mértola e Ayamonte (1238). A conquista de Castro Marim deu-se a seguir, sob o comando do Mestre da Ordem de Santiago, D. Paio Peres Correia (1242). A partir de então, a coroa promoveu o repovoamento do Algarve, a cargo das Ordens Militares. Castro Marim recebeu Carta de Foral passada por D. Afonso III de Portugal desde 8 de Julho de 1277, com a determinação para a reconstrução de sua defesa.[carece de fontes?]
Sob o reinado de D. Dinis de Portugal (1279-1325), foi iniciada a reconstrução da porta do castelo, conforme inscrição epigráfica (1 de Julho de 1279). O soberano confirma e amplia o foral da vila (1 de Maio de 1282). Posteriormente, em virtude da negociação e assinatura do Tratado de Alcanices (12 de Setembro de 1297), quando Portugal desistiu dos domínios de Aroche, Ayamonte, Aracena e outros, recebendo em troca os de Campo Maior, Olivença e outros na região, o soberano determinou o reforço do Castelo de Castro Marim (1303) e a construção de uma barbacã. Essas estruturas ficaram conhecidas respectivamente como "Castelo Velho" e "Muralha (ou castelo) de Fora".[carece de fontes?]
Ainda no reinado deste soberano, diante da extinção da Ordem dos Templários, por Bula do Papa João XXII (14 de Março de 1319), Castro Marim foi doada à recém-criada Ordem de Cristo que ali estabeleceu a sua primeira sede, de 1319 a 1356. Com a transferência da sede para Tomar, por ordem de D. Pedro I de Portugal (1357-1367), a importância estratégica da vila diminuiu, começando a despovoar-se. Desse modo, já nas Cortes de 1361 se ouviam reclamações contra as Ordens Militares de maneira geral, acusadas mais tarde, em 1475, de trazerem derrocados os castelos do Algarve, citando-se nominalmente o de Castro Marim. Note-se que D. João I (1385-1433) já havia passado foral à vila, instituindo-lhe o privilégio de couto para quarenta homiziados (10 de Abril de 1421) visando ao incremento da população.[carece de fontes?]
O Infante D. Henrique (1395-1460), nomeado Mestre da Ordem, residiu neste castelo. Posteriormente, sob o reinado de D. Manuel I (1495-1521), a vila recebeu o Foral Novo (20 de Agosto de 1504), momento em que o soberano ordena a reparação das suas defesas, inclusive as muralhas do castelo. Estes trabalhos encontram-se registrados por Duarte de Armas no seu Livro das Fortalezas (c. 1509): no castelo, de planta quadrangular, destacava-se, a sul, a alta torre de menagem de planta também quadrangular, adossada à muralha. Esta muralha era reforçada por cubelos de planta cilíndrica nos vértices.[carece de fontes?]
Externamente, uma cerca ameada, de planta irregular, orgânica, envolvia a vila. Nesta cerca se destacavam:
- no vértice a leste, um torreão de planta quadrangular coroado por merlões, no qual se rasgava uma porta em arco reto, precedida por uma ponte levadiça;
- no vértice a oeste, um torreão de menores dimensões, rasgado por uma porta em arco pleno com fecho decorado pela pedra de armas;
- no lado norte, ao nível do solo, rasgava-se um pequeno arco de canalização.[carece de fontes?]

Com o início da expansão marítima portuguesa, a região do Algarve revestiu-se de nova importância estratégica, pela sua proximidade com as praças do Norte d’África. Estas obras atendiam um duplo objetivo: o suporte logístico às praças africanas e o de vigilância diante da ação de corsários, ativos na região. Outras praças algarvias, entretanto, modernizaram-se ao longo do século XVI, o que não se registrou em Castro Marim. No último quartel desse século, a vila e seu castelo eram assim descritos:[carece de fontes?]
"Está Castro Marim situado na cabeça de um monte alto, de todas as partes cercado de mar senão de poente, e o sítio é bem acomodado  ao lugar donde está, que  é fronteira de Castela, onde tem por competidora uma grande vila, mas espalhada, chamada Aiamonte (…).
É o mais desta vila cercado com boa fortaleza e o seu arrabalde e tudo junto representa majestade aos que vêem de longe, pelo ligar alteroso, em que está posta, com que mostra seus edifícios, tudo o qual bem considerado, parece que favorecido pela natureza, está ameaçando não só a sua vizinha Aiamonte mas toda a Castela. (…)" (Frei João de São José. Chorographia do Reyno do Algarve. 1577.)
Durante a crise de sucessão de 1580, levantando-se o partido do Prior do Crato, os integrantes da Junta de Defesa do Reino, estabelecida após o falecimento do Cardeal D. Henrique, fogem para Castro Marim, de onde passam a Ayamonte, na Espanha. Ali protegidos, lavram e assinam uma declaração em que reconhecem os direitos de Filipe II de Espanha ao trono de Portugal, proscrevendo D. António. Durante o reinado de Filipe III de Espanha, Henrique Fernandes Serrão descreve o Castelo de Castro Marim como tendo "três portas na cerca e um castelo mui forte, que está consertado de novo, e nele uma torre mui alta e fermosa, donde se descobre muita vista" (1600). Com a Guerra da Restauração da independência portuguesa, a defesa lindeira de Castro Marim foi remodelada, adquirindo modernas linhas abaluartadas. Estas obras só estarão concluídas no reinado de D. Afonso VI de Portugal (1656-1667), complementadas pelo Forte de São Sebastião de Castro Marim e pelo Forte de Santo António de Castro Marim. Dentro deste sistema defensivo mandou o soberano erguer uma nova ermida dedicada a Santo António na qual um altar era consagrado ao mártir São Sebastião.[carece de fontes?]

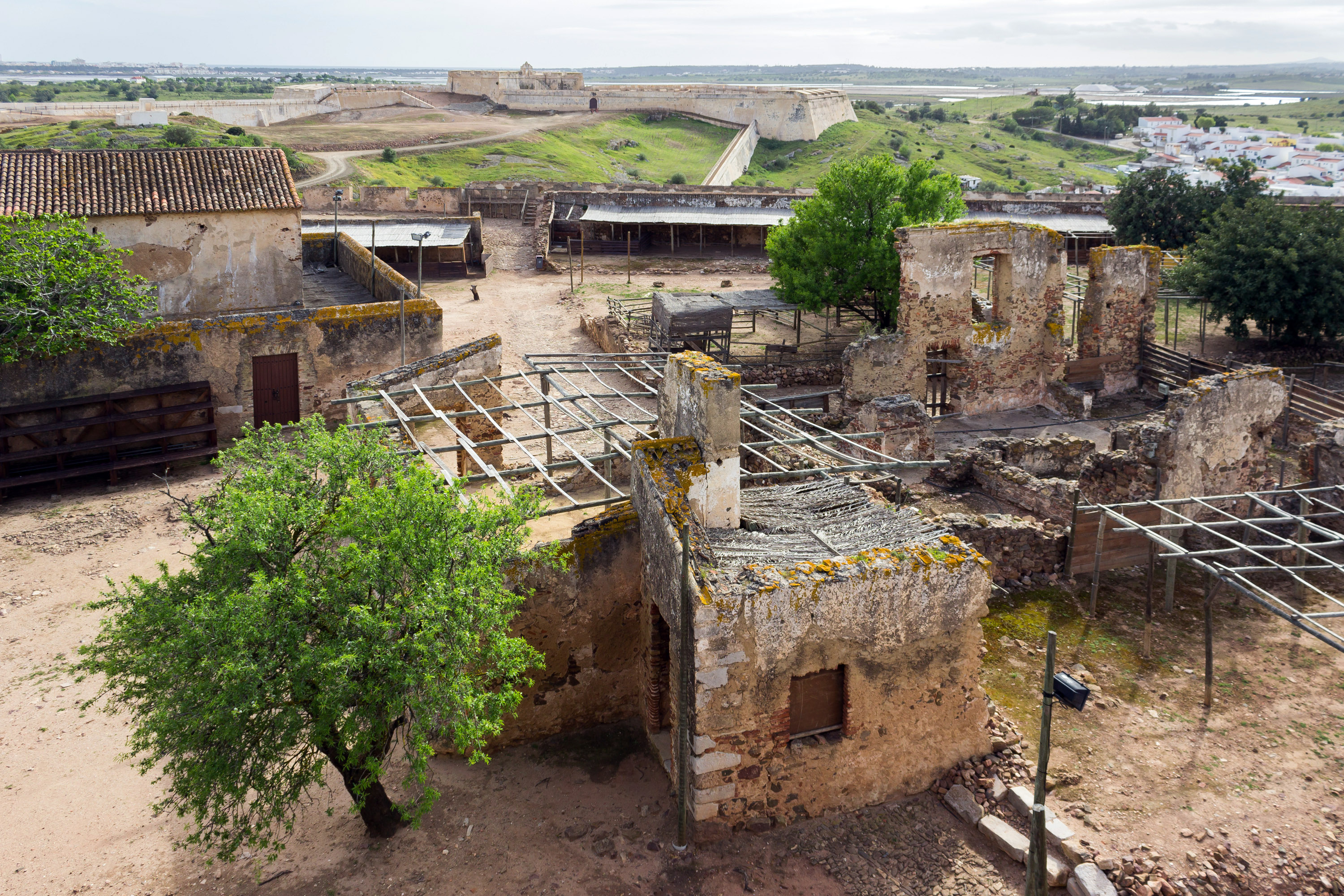
Edifícios em ruínas no interior do castelo, em 2014.

### Do terramoto de 1755 aos nossos dias
Durante o terramoto de 1755 o núcleo medieval da vila sofreu extensos danos, particularmente sentidos na Igreja de São Tiago. Por essa razão, D. José I (1750-1777) determinou a recuperação das defesas da vila.[carece de fontes?]
No início do século XX, o Castelo de Castro Marim foi classificado como Monumento Nacional por Decreto de 16 de Junho de 1910. Só em meados desse século, entretanto, se iniciou a intervenção do poder público, através da Direcção-Geral dos Edifícios e Monumentos Nacionais (DGEMN), que entre 1942 e 1952 ali desenvolveu trabalhos de consolidação e reconstrução. Outras intervenções se sucederiam, pelo mesmo órgão, em 1958 (predominantemente junto à ermida) e 1960 (obras de adaptação a museu, reconstruções e outras). O monumento foi ligeiramente danificado pelo terramoto de 28 de Fevereiro de 1969. Novas intervenções da DGEMN tiveram lugar entre 1977 e 1979, e entre 1980 e 1983. Entre 2000 e 2003 procederam-se a campanhas de escavações, sob a direção da arqueóloga Ana Maria Arruda. Recentemente, em 2004, desenvolviam-se obras no Museu Arqueológico.[carece de fontes?]

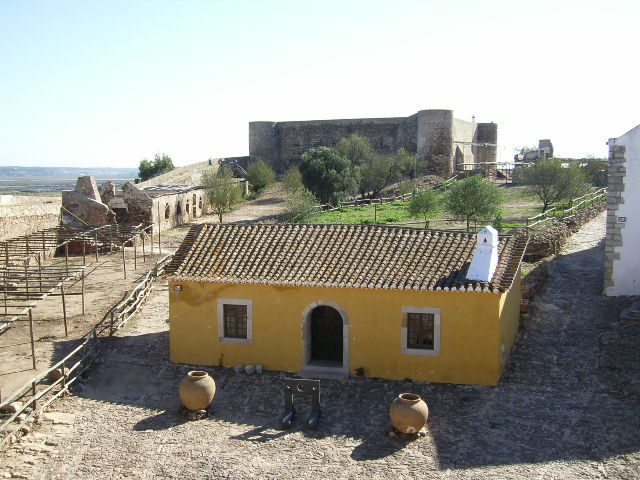
Edifício no interior do castelo, vendo-se ao fundo o chamado castelejo medieval.

## Características
Em posição dominante sobre um monte, o castelo medieval (também denominado Castelo Velho ou simplesmente Castelejo) apresenta planta planta quadrangular irregular (orgânica), com quatro cubelos cilíndricos nos vértices dos muros, percorrido por adarve, onde se rasgam duas portas, uma a norte e outra a sul, uma das quais encimada por pedra de armas e inscrição epigráfica. No interior da praça de armas, erguem-se edifícios de dois pavimentos adossados aos muros oeste e norte; do lado leste, as ruínas da primitiva alcáçova. Externamente, identificam-se os restos da torre de menagem e de um baluarte que a ladeava.[carece de fontes?]
Ao abrigo da barbacã, de planta triangular, percorrida por adarve, erguem-se a Igreja de São Tiago, a Igreja de Santa Maria, Igreja da Misericórdia e um núcleo museológico, com testemunhos arqueológicos da ocupação da região. No vértice sul ergue-se uma plataforma para artilharia, nos vértices leste e oeste, dois torreões de planta quadrangular, cobertos por terraços nos quais se rasgam portas em arco pleno. Encimando a porta do torreão oeste, uma pedra de armas e uma inscrição epigráfica.[carece de fontes?]